# Battaglia di Delio
La battaglia di Delio, è uno scontro svoltosi a Delio, in Beozia nel 424 a.C. fra Ateniesi e Beoti.
Forte della vittoria a Sfacteria, Atene tentò di riprendere il controllo della Beozia, con una manovra a tenaglia che aveva come primo obiettivo il porto di Sife sul golfo Criseo. Porto che venne attaccato da Demostene di Afidna supportato da 40 navi provenienti da Naupatto e dagli alleati occidentali, mentre come manovra diversiva vi erano delle insurrezioni in Focide e a Orcomeno. La seconda spedizione, invece, si attesta a Tanagra, nei pressi del santuario di Apollo Delio in attesa dell'avanzata dal Mare.
Gli alleati Acarnani ed Etoli attardano la spedizione per questioni interne e così Demostene non può che prendere visione che il porto è fortemente militarizzato e difficilmente occupabile; al nord Brasida non permette a Tucidide di dare man forte agli altri generali aggirandosi pericolosamente in Tessaglia; quindi l'unico spazio di manovra è del generale Ippocrate di Atene, il quale in un primo momento decide di lasciare la Beozia.
Le sue forze furono intercettate dalle truppe del generale tebano Pagonda, il quale per non svelare la propria presenza e far valere l'effetto sorpresa, oltre che la superiorità numerica, schierò la propria fanteria in falange dietro una collina, così quando le sue truppe emersero per attaccare, gli Ateniesi furono costretti ad un'azione di carica frettolosa ed in salita senza l'ausilio della fanteria leggera.

## La battaglia
L'esercito tebano composto da:
- 7 000 opliti;
- 10 000 fanti leggeri;
- 1 000 cavalieri;
- 500 peltasti

così schierati:
- a dx Tebani e sudditi;
- centro Aliarti, Coronei, Copei e abitanti del lago Copaide;
- a sx Tespiesi, Tanagresi ed Orcomeni;
- sui fianchi la cavalleria e i fanti leggeri.

Gli Ateniesi si posizionarono con uno schieramento classico composto di 8 file, mentre i Beoti formarono un muro di uomini posizionati su 25 file, la cui ala sinistra era presidiata dalle truppe leggere per poter compensare la lunghezza dello schieramento nemico.
Ippocrate sogna di emulare Mironide, avendo la possibilità di essere il protagonista della battaglia campale più imponente della guerra archidamica. Conscio che la manovra a tenaglia di Demostene di Afidna non aveva avuto successo nel golfo del Criseo, volle tentare di accaparrarsi tutti i meriti di una eventuale vittoria, nonostante fosse sprovvisto di cavalleria e dei fanti leggeri ormai rientrati in Attica.
Non finisce l'arringa, che i Beoti attaccano in forza, ma la loro ala sinistra composta da fanti leggeri si sfaldò e gli Ateniesi iniziarono la manovra di accerchiamento del centro tespiese, il quale difendendosi ferocemente permise a Pagonda di inviare due squadroni di cavalleria in soccorso cambiando le sorti del combattimento. L'utilizzazione della cavalleria divenne una variante tattica importante nello svolgimento delle guerre oplitiche, che si affinò con esiti dirompenti nell'esercito macedone di Alessandro Magno.
Nel frattempo l'ala sinistra ateniese arretra sotto la spinta beota, forte della sua formazione a 25 file, cosa che sommata alla morte di Ippocrate, manda in rotta l'esercito. Le tenebre permettono agli attici di non subire un massacro e di salvarsi aiutati dalla flotta che percorre la costa.
Stessa sorte toccò al distaccamento posizionato a Delio nei pressi del santuario, il quale dopo aver rifiutato le trattative e resistito a 16 giorni di assedio fugge via mare.